# Cosmarium commissurale
Cosmarium commissurale là một loài Song tinh tảo trong họ Desmidiaceae, thuộc chi Cosmarium.

## Phân loài
- C. commissurale var. commossurale
- C. commissurale var. crassum